# Steinen (Westerwald)

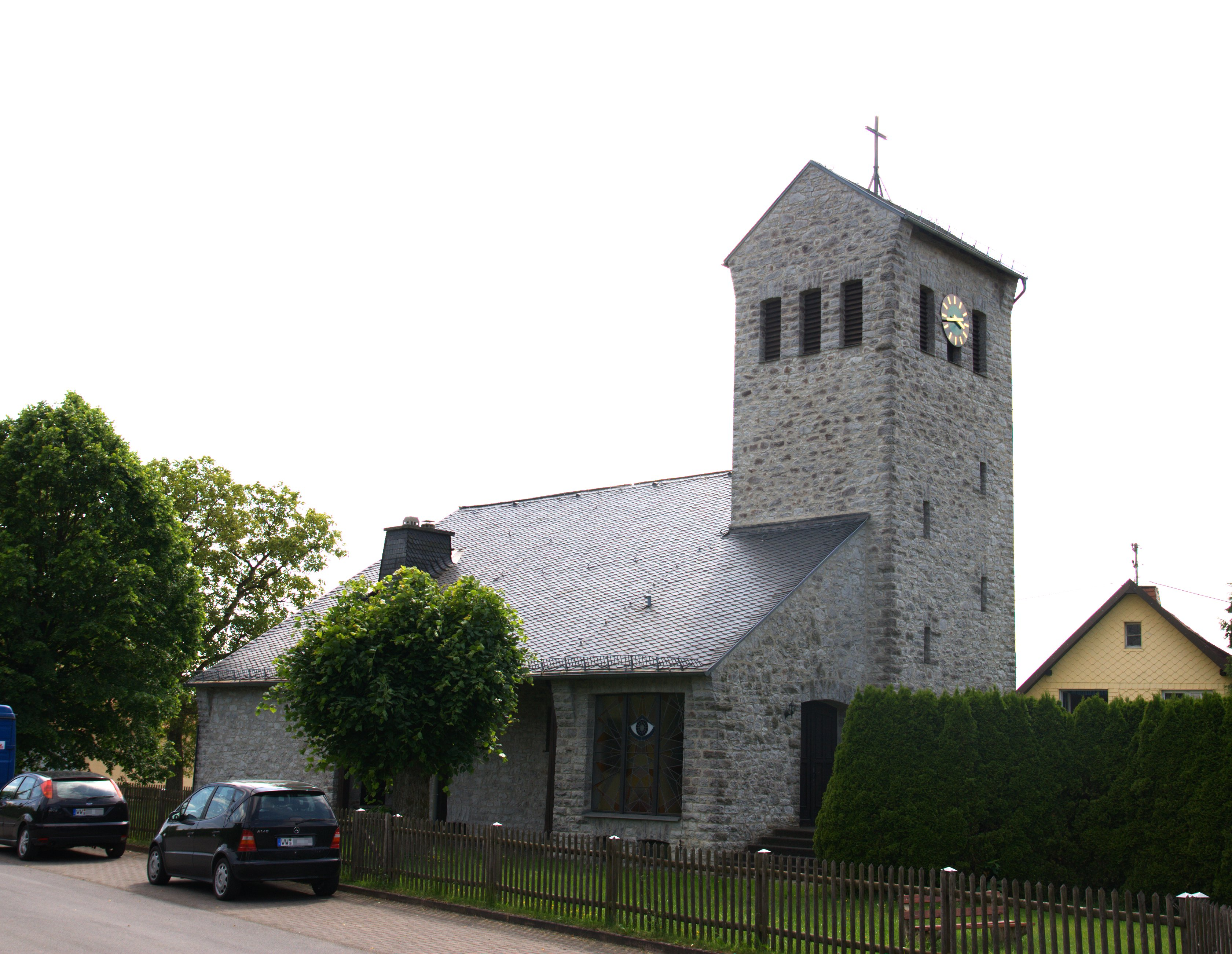
Kirchengebäude

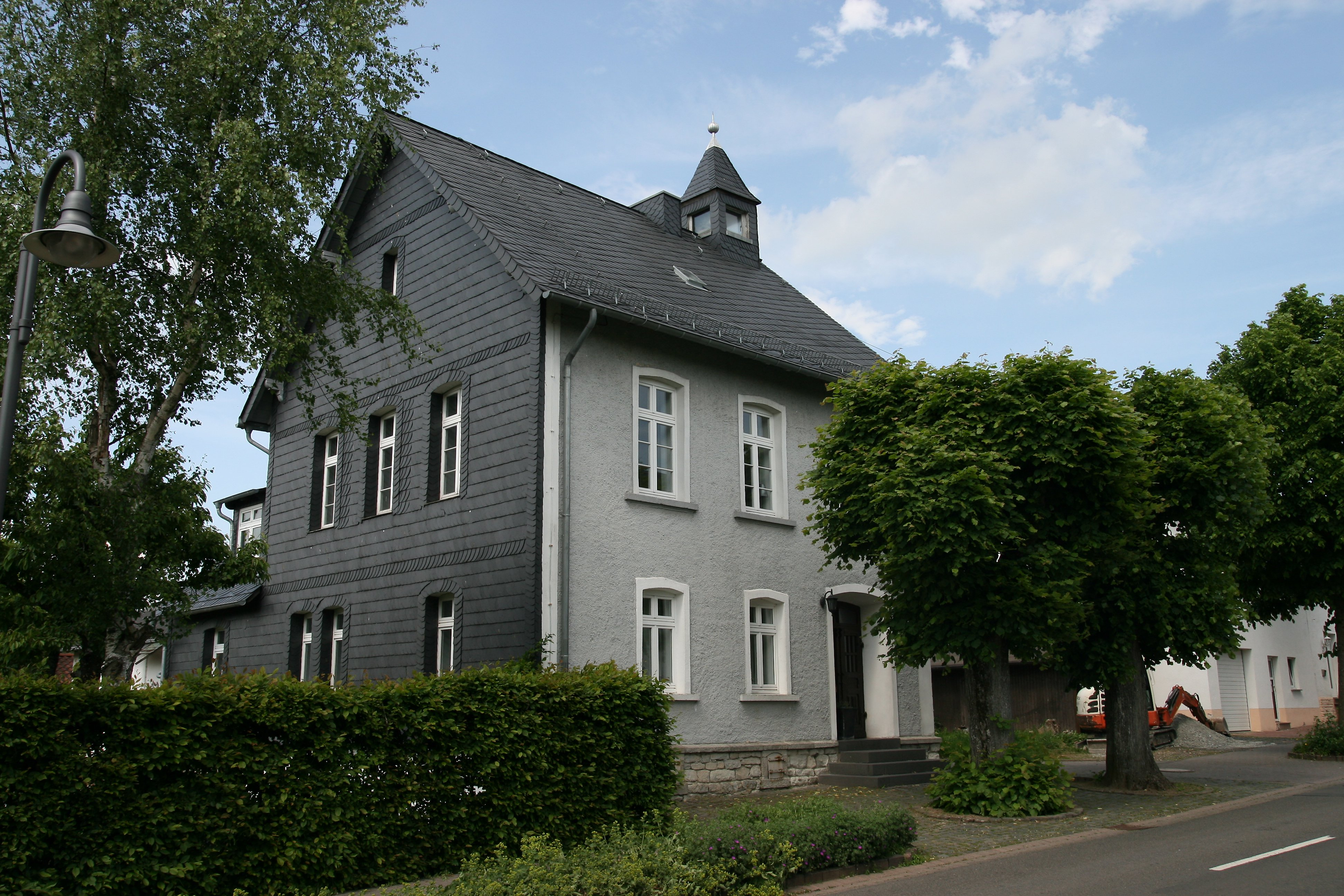
Ehemalige Schule

Steinen (mundartlich: Stääne) ist eine Ortsgemeinde im Westerwaldkreis in Rheinland-Pfalz. Sie gehört der Verbandsgemeinde Selters (Westerwald) an.

## Geographie
Steinen liegt 5 km von Herschbach und 7 km von Selters (Westerwald) an der Westerwälder Seenplatte.
Zur Gemeinde gehören auch die Wohnplätze Kautenmühle und Schönerlen.
Im Wettbewerb Unser Dorf soll schöner werden - unser Dorf hat Zukunft wurde Steinen mehrfach ausgezeichnet.

## Geschichte
Die Gemeinde Steinen bestand früher aus drei Ortsteilen: Steinen, Straßen und Stahlhofen. Straßen (Oberdorf) und Steinen (Unterdorf) sind heute baulich zusammengewachsen. Der Weiler Stahlhofen hatte sechs Häuser, die in der Nähe des Hofgutes Schönerlen lagen. Das letzte Haus von Stahlhofen wurde 1897 niedergelegt und in Straßen wieder aufgebaut.
Die drei Orte gehörten landesherrlich bis Anfang des 19. Jahrhunderts zur Grafschaft Wied-Neuwied und zusammen mit dem Kirchspiel Rückeroth zum wiedischen Amt Grenzhausen. Zu Stahlhofen gehörten fünf Mühlen und die Höfe Adelsheim, Beller, Boosischer Hof, Herschbacher Kellereihof, Niesnerischer Hof, Seeburg, Schönerlen und Dehriss.
Im Zusammenhang mit der Bildung des napoleonischen Rheinbundes kam die gesamte Grafschaft Wied und damit auch die heutige Gemeinde Steinen 1806 zum Herzogtum Nassau. Unter der nassauischen Verwaltung wurde die Gemeinde dem Amt Selters zugeordnet. Nach dem sogenannten Deutschen Krieg kam das Gebiet 1866 zum Königreich Preußen, die Gemeinde Steinen wurde dem Unterwesterwaldkreis im Hessen-Nassau zugeordnet.
Bevölkerungsentwicklung
Die Entwicklung der Einwohnerzahl der Gemeinde Steinen, die Werte von 1871 bis 1987 beruhen auf Volkszählungen:
| Jahr | Einwohner |
| ---- | --------- |
| 1815 | 172       |
| 1835 | 206       |
| 1871 | 200       |
| 1905 | 165       |
| 1939 | 172       |
| 1950 | 208       |
| 1961 | 212       |

| Jahr | Einwohner |
| ---- | --------- |
| 1970 | 197       |
| 1987 | 211       |
| 1997 | 220       |
| 2005 | 252       |
| 2011 | 251       |
| 2017 | 256       |
| 2023 | 233       |

## Politik

### Gemeinderat
Der Gemeinderat in Steinen besteht aus sechs Ratsmitgliedern, die bei der Kommunalwahl am 9. Juni 2024 in einer personalisierten Verhältniswahl gewählt wurden, und dem ehrenamtlichen Ortsbürgermeister als Vorsitzendem. Bis 2009 wurden die Mitglieder in einer Mehrheitswahl gewählt.
Die Sitzverteilung im Gemeinderat:
| Wahl | WG Reifenberg | WG Schneider | WG Blasius | Gesamt  |
| ---- | ------------- | ------------ | ---------- | ------- |
| 2024 | 4             | –            | 2          | 6 Sitze |
| 2019 | 2             | 4            | –          | 6 Sitze |

### Bürgermeister
Mario Reifenberg wurde im Sommer 2019 Ortsbürgermeister von Steinen. Bei der Direktwahl am 26. Mai 2019 war er mit 58,75 Prozent der abgegebenen Stimmen für fünf Jahre gewählt worden. Bei der Direktwahl am 9. Juni 2024 wurde er mit 78,4 Prozent der Stimmen wiedergewählt.
Reifenbergs Vorgänger Thomas Horn hatte das Amt 30 Jahre ausgeübt.

### Wappen
| Wappen von Steinen | Blasonierung: „Im Wellenschnitt geteilt; oben in Gold zwischen zwei schwarzen Fäden drei rote Sparren beseitet von zwei roten Kreuzen, unten in Blau ein goldenes Hammereisen überhöht von drei silbernen Steinen.“ |
| Wappen von Steinen | |

## Verkehr
- Die Gemeinde liegt direkt an der Bundesstraße 8, die von Limburg an der Lahn nach Siegburg führt.
- Die nächste Autobahnanschlussstelle ist Mogendorf an der A 3.
- Der nächstgelegene ICE-Halt ist der Bahnhof Montabaur an der Schnellfahrstrecke Köln–Rhein/Main.